# Pfarrkirche St. Georg und Theodul

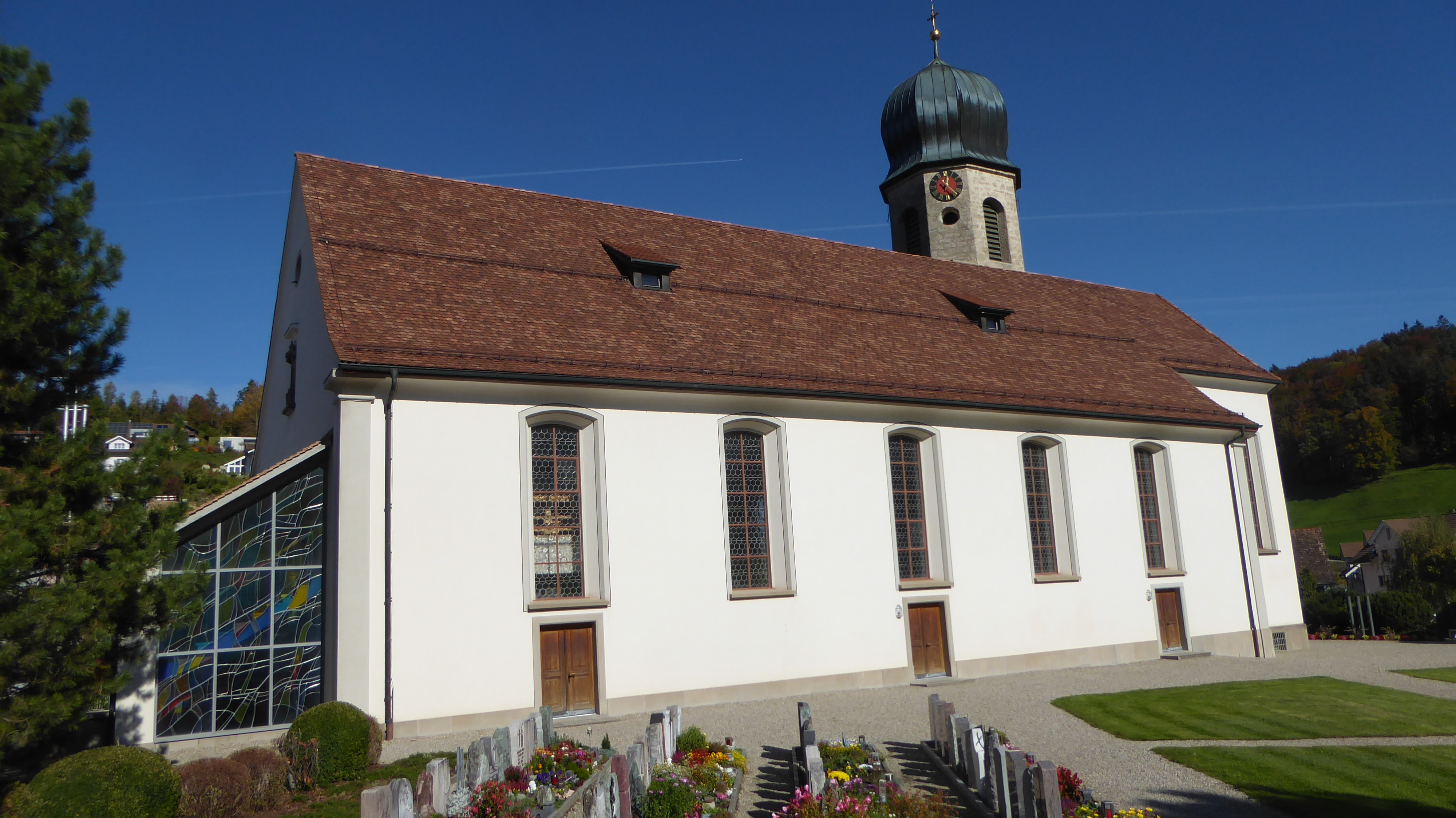
Pfarrkirche Mosnang von Süden

Die römisch-katholische Pfarrkirche St. Georg und Theodul steht im Zentrum des Toggenburger Dorfs Mosnang in der Ostschweiz. Die Pfarrkirche steht unter Denkmalschutz.
Die Pfarrei gehört zum Dekanat Wil-Wattwil in der Diözese St. Gallen. 

## Geschichte

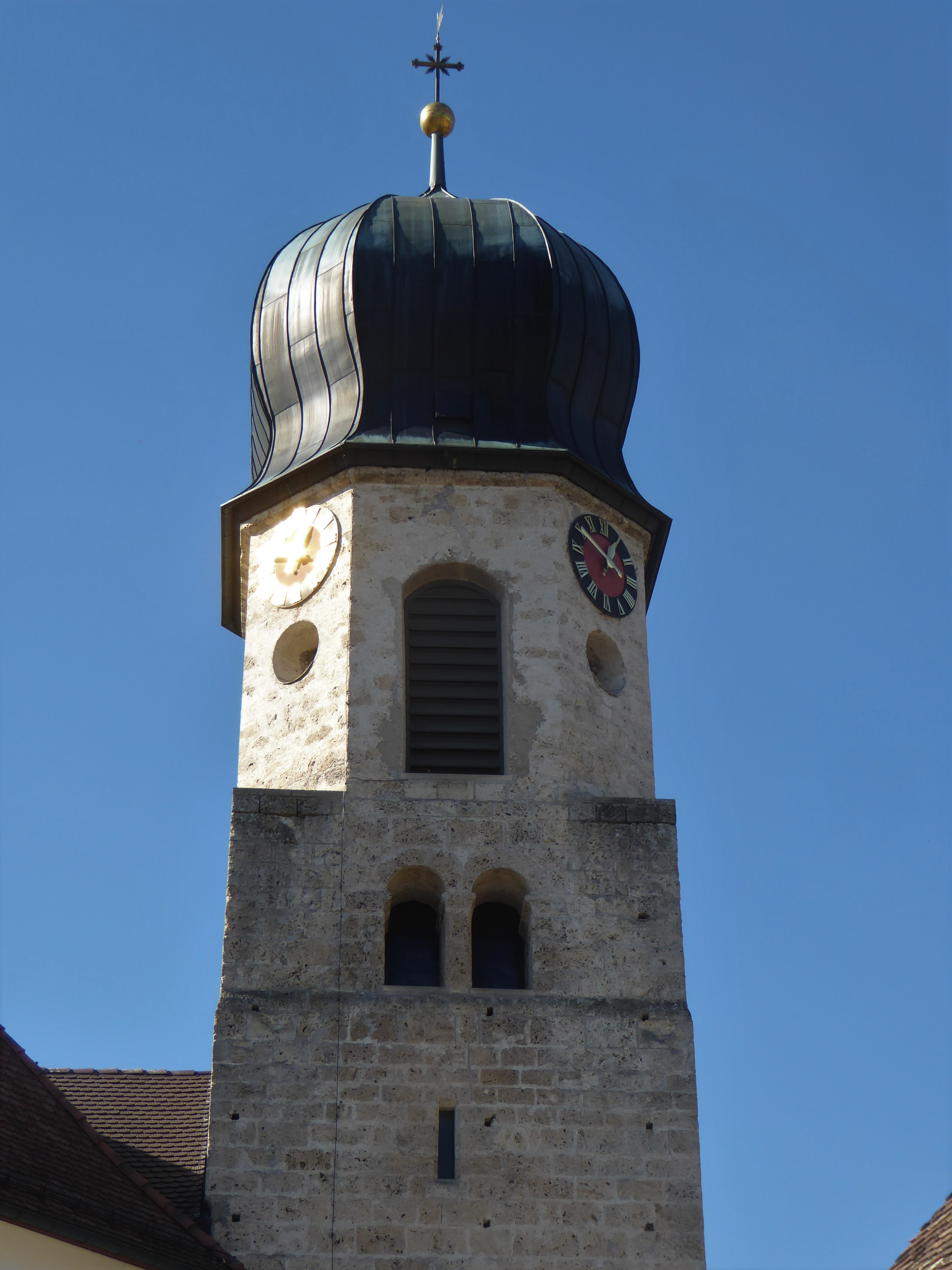
Turmstock mit romanischen Schallfenstern und barockem Aufsatz, Ansicht von Osten

Bereits um die Zeit der ersten Erwähnung des Dorfes im Jahr 854 stand Ausgrabungen zufolge in Mosnang eine Kirche. Im Hochmittelalter wurde ein Gotteshaus gebaut, von dem der Turm mit den romanischen Fenstern erhalten geblieben ist. Von 1528 bis 1531 war Mosnang reformiert. Nach einer Vergrösserung der Kirche fand 1589 eine Neuweihe des Hochaltars statt. 1697 gelangte das Patronat durch Kauf der Herrschaft Tannegg vom Domstift Konstanz an das Kloster Fischingen.
1731 wurde die romanische Kirche mit Ausnahme des Turms und der Umfassungsmauern des Chors in nur acht Monaten Bauzeit durch einen Barockbau ersetzt. 1748 wurde Mosnang wie alle anderen Pfarreien in der Fürstabtei St. Gallen der geistlichen Jurisdiktion der Abtei St. Gallen unterstellt; die Kollatur und die niedere Gerichtsbarkeit blieben hingegen beim Kloster Fischingen. 1761 wurde an Stelle eines Beinhauses die Heiligblutkapelle erstellt. 1750 bzw. 1764 lösten sich die neu gegründeten Pfarreien Libingen und Mühlrüti von der Mutterkirche Mosnang ab.
1796 bis 1799 wurde die Kirche verlängert und neu gestaltet. Es wurden anstelle der Holzdecke eine flache Gipstonne eingezogen und neue Altäre erstellt. 1890 bis 1892 erfolgte eine von August Hardegger geplante Restauration im Sinne des Historismus. Die Pfarrkirche erhielt u. a. einen dunklen Aussenputz mit hellen Lisenen und farbige Kirchenfenster. 1912/1913 wurde an der Südseite des Chors eine doppelstöckige Sakristei erstellt.
1958/1959 erfolgte eines Gesamtrestaurierung, bei der die historisierenden Eingriffe rückgängig gemacht wurden. Die 1912 erbaute Sakristei wurde durch eine unterirdische Chorsakristei ersetzt und die farbigen Kirchenfenster wichen Wabenfenstern. Die Kirche erhielt eine neue Orgel und eine neue Vorhalle mit seitlichen Emporentreppen. Bei der 1993/1994 erfolgten Gesamtrestaurierung mussten der Dachstuhl verstärkt und die Gipsdecke teilweise erneuert werden.

## Bauliche Erscheinung

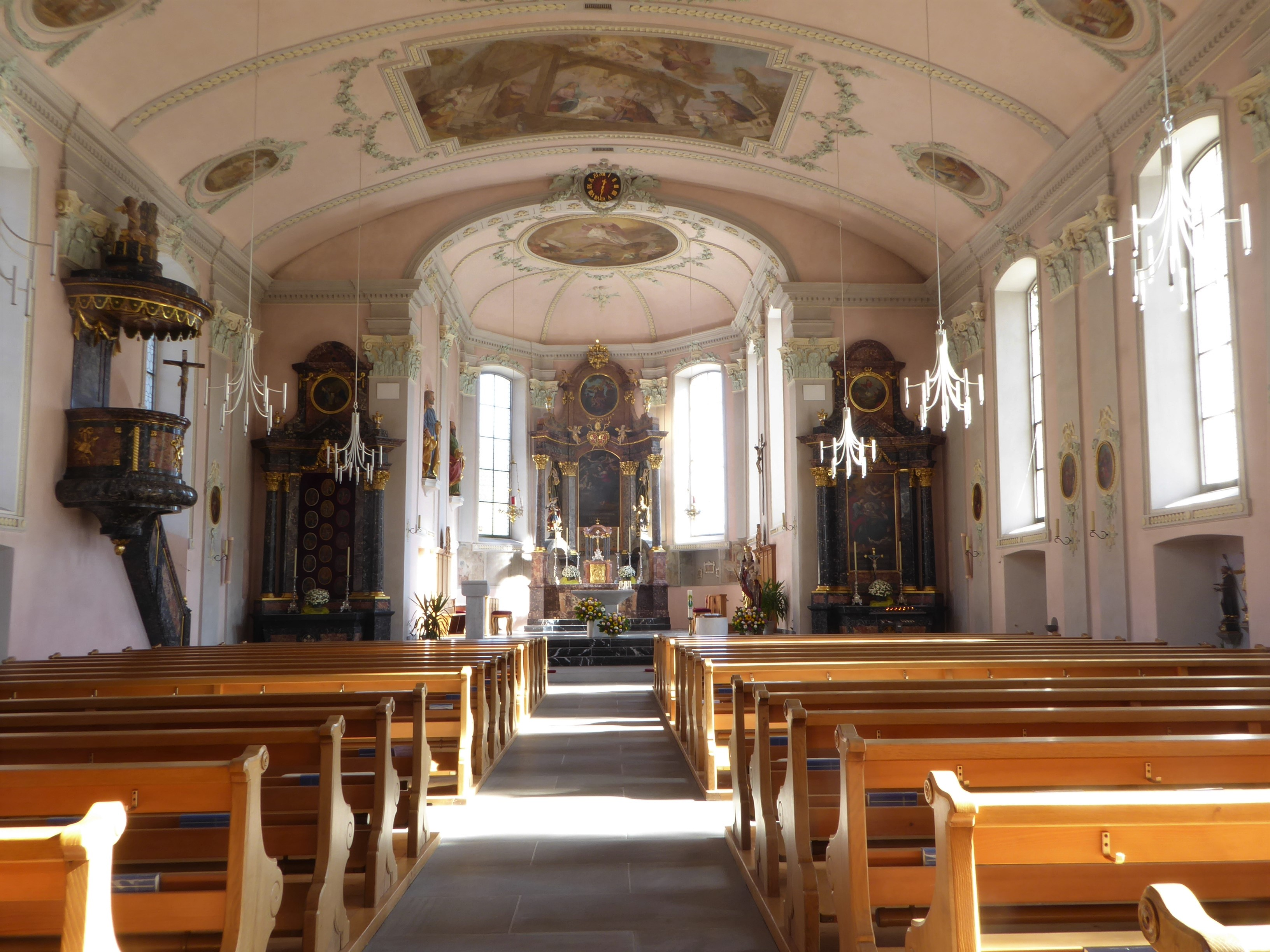
Spätbarocke Pfarrkirche St. Georg und Theodul – Innenraum

Der Barockbau mündet in einen im Kern noch weitgehend gotischen Chor, an dessen Nordseite der Kirchturm mit unverputzten Tuffstein steht. Auf dem wuchtigen Turmschaft befindet sich ein barocker Turmaufsatz mit Oculi, Uhrtafeln, rundbogigen Schallfenstern und einer leicht geschnürten Zwiebelhaube. Das pilastergerahmte Hauptportal mit einem Sandsteinbogen zeigt die Jahreszahl 1797 und ein Christus-Monogramm. Rechts des Portals ist seit 1959 ein ehemaliges Chorbogenkruzifix aus der Zeit um 1600 angebracht. 
Der Innenraum weist ein ungewöhnliches Farbgebung auf: Die Raumhülle ist blassrot gefärbt und die Architekturglieder sind grau getönt. Hellgrüne und teils hellgelbe Louis-seize-Stukkaturen binden die Deckengemälde ein, welche zusammen mit der Ausstattung die optischen Akzente setzen.

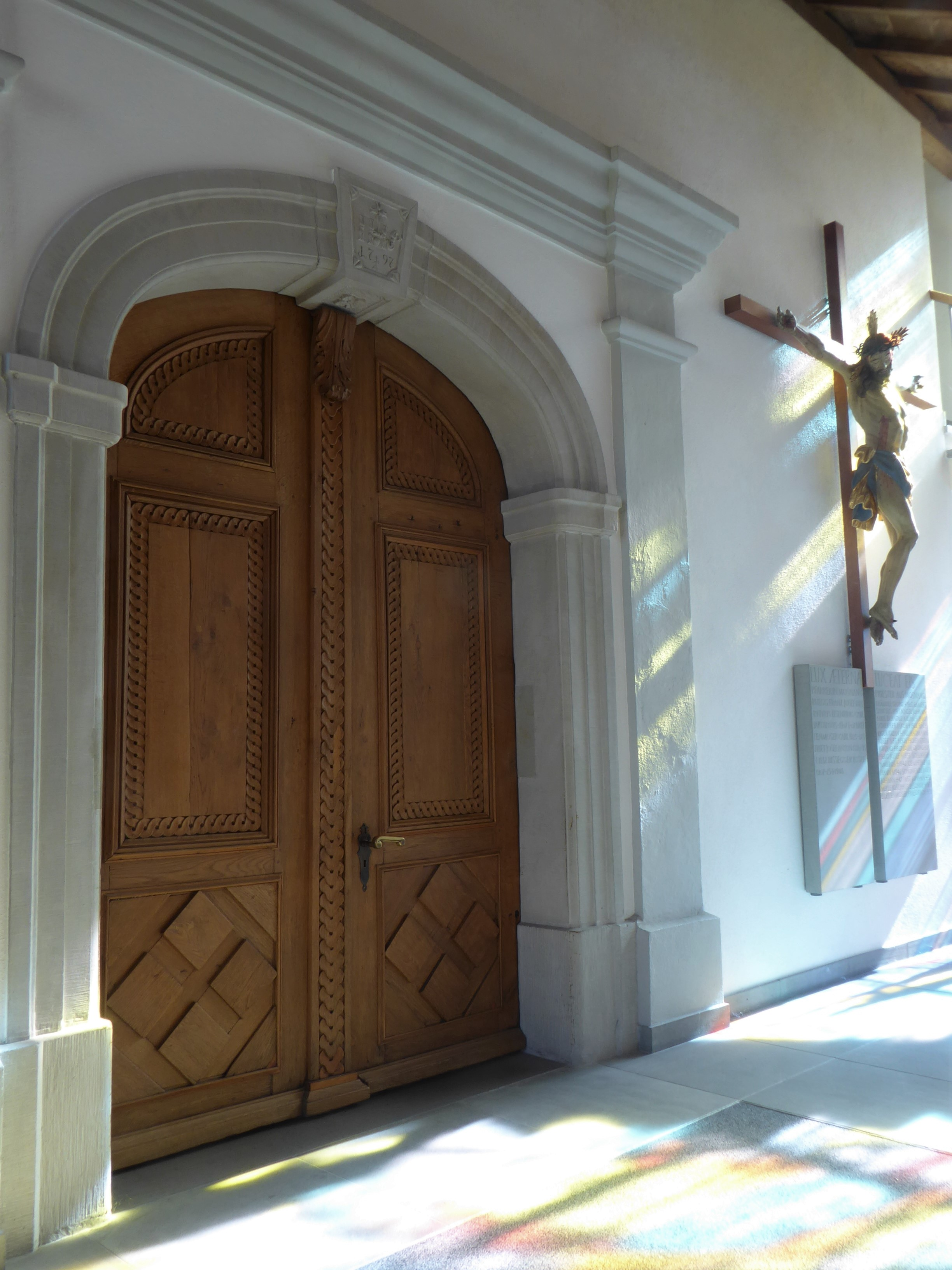
Klassizistisches Westportal, datiert 1797, daneben ehemaliges Chorbogenkruzifix, um 1600

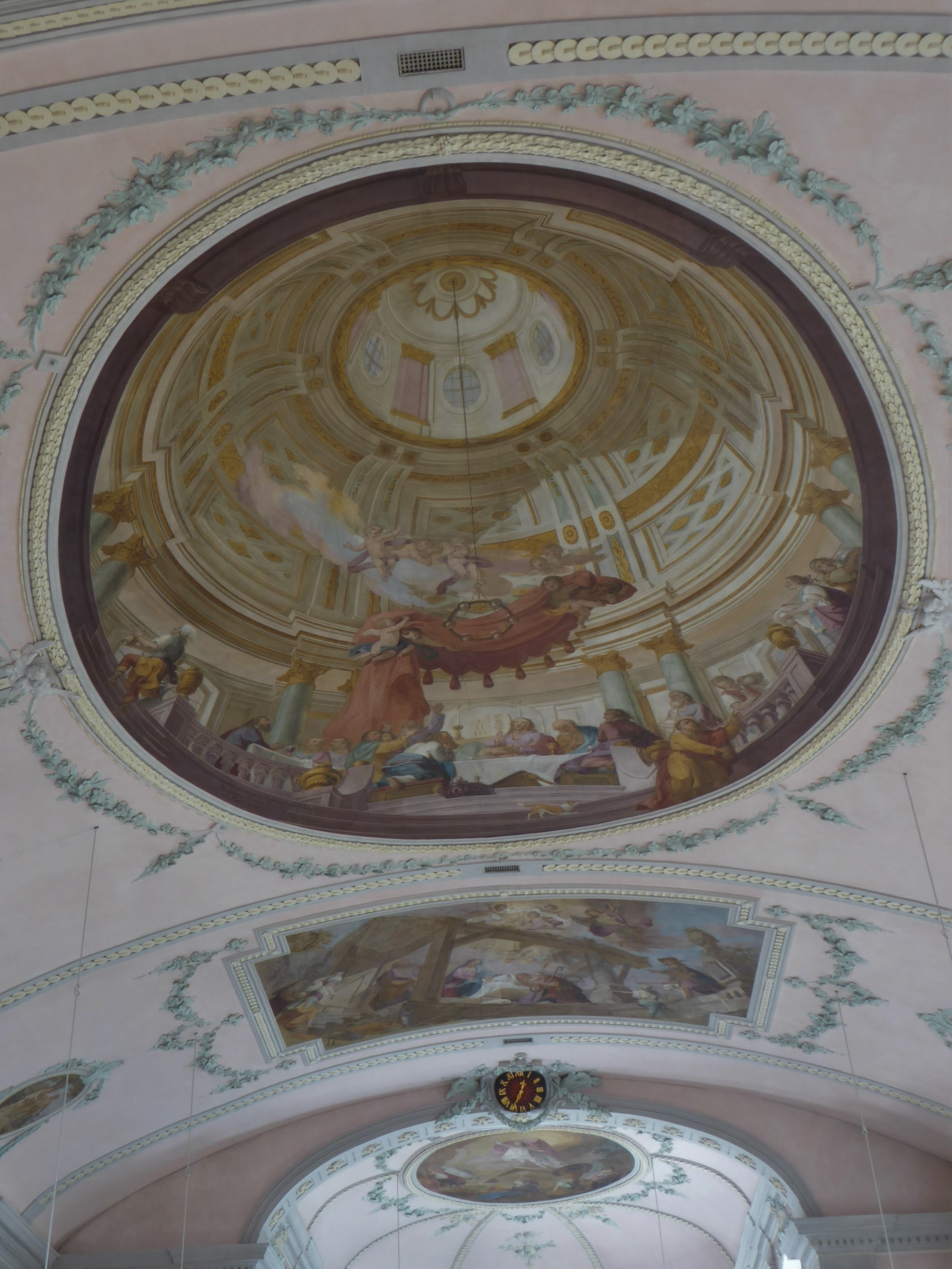
Deckengemälde von Josef Anton Mesmer, signiert und datiert 1798

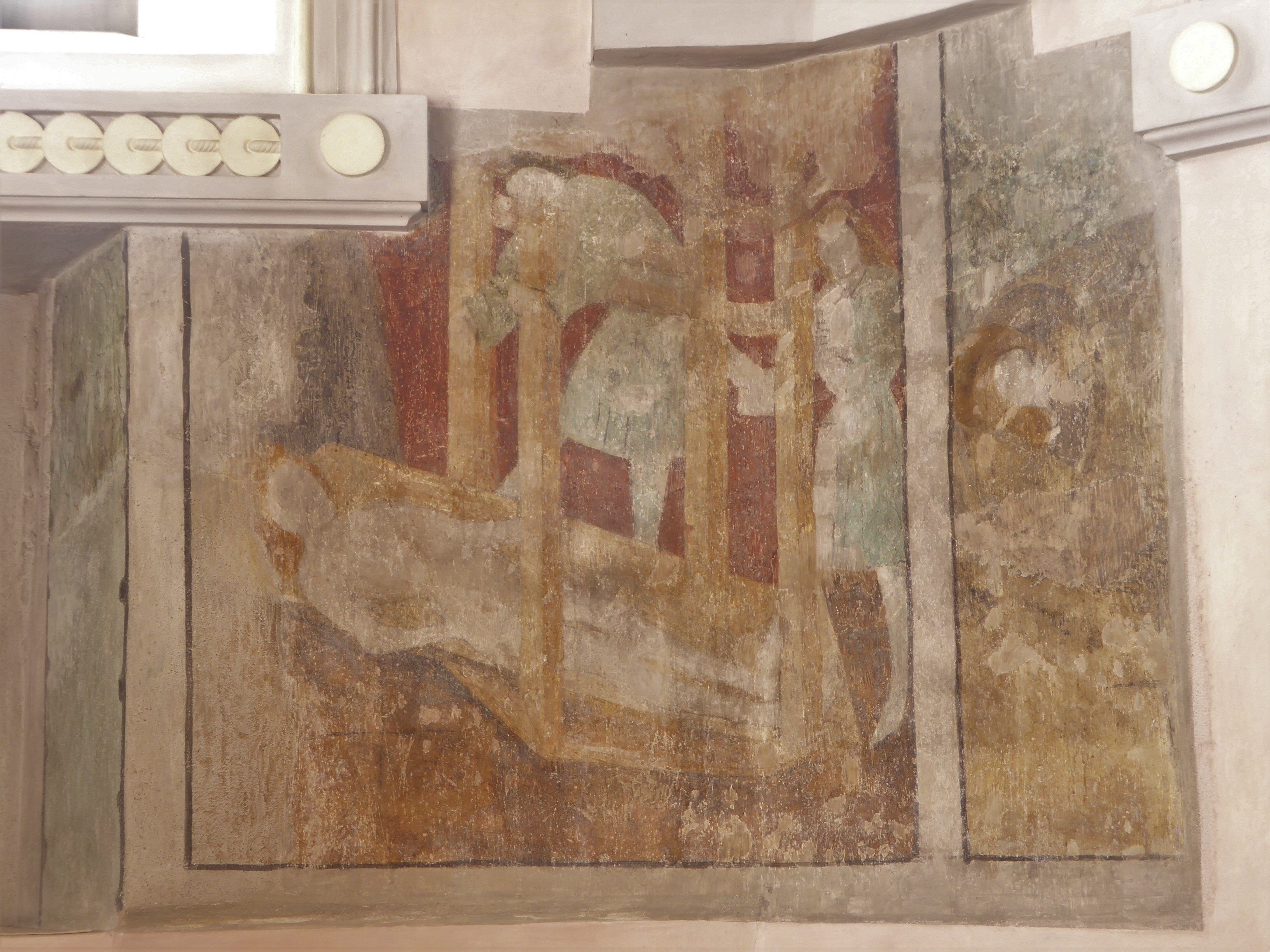
Spätgotischer Freskenrest im Chor, Folterung, um 1460/1470

## Ausstattung

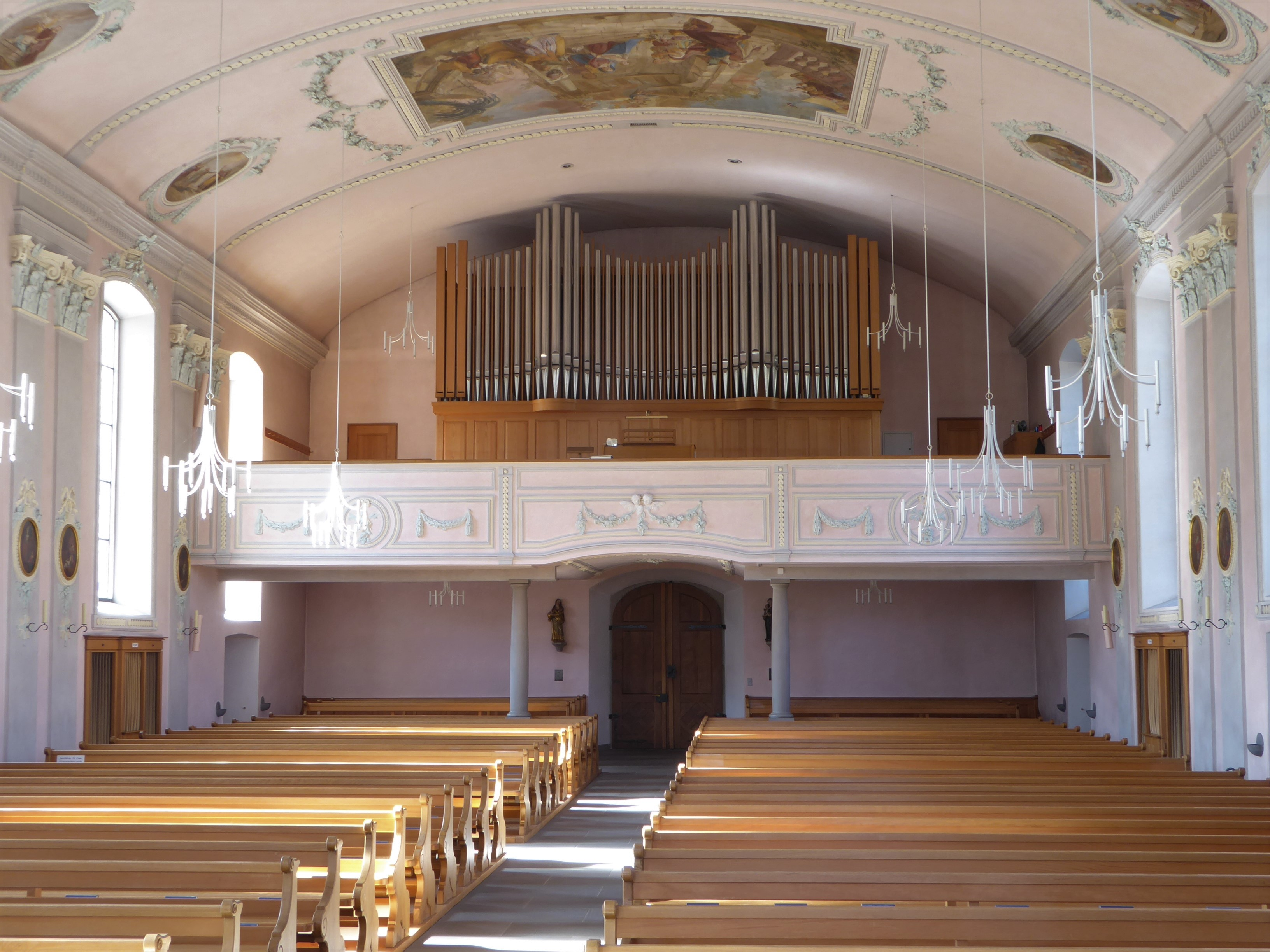
Empore mit der Orgel aus dem Jahr 1959

Die Deckengemälde sind ein Werk des Württemberger Malers Josef Anton Mesmer. Im Chor ist die Auferstehung Christi dargestellt. Das Bild im ersten Schiffsjoch zeigt die Anbetung der Hirten. Das grosse Bild in der Mitte zeigt das letzte Abendmahl in einer Säulenhalle. Im hintersten Bild ist die Anbetung der Könige dargestellt. Die acht seitlichen Medaillons im Schiff zeigen Szenen aus dem Alten Testament.
Im oberen Bild des Altars ist Gottvater, der mit Engeln umgeben ist, abgebildet. Das Bild stammt von Josef Anton Mesmer. Im bogenförmigen Gebälk ist ein Doppelschild mit den beiden Bischöfen Joseph Hasler und dem aus Mosnang stammenden Joseph Meile. Es erinnert an die Kirchenrenovation in den 1950er Jahren. Das Hauptbild mit der Jungfrau Maria, die das Jesuskind anbetet, stammt aus oberitalienischer Schule und wurde 1959 gekauft. Die beiden Statuen links und rechts des Hochaltars sind die beiden Kirchenpatrone Georg und Theodul. Auf den Altartisch steht ein Tabernakel aus dem Jahr 1959, auf dessen Türchen Jesus und die Jünger in Emmaus abgebildet sind.
Die beiden Seitenaltäre sind der Gottesmutter und dem heiligen Josef geweiht. Die beiden Bilder oben sind von Josef Anton Mesmer. Links sieht man die Darbringung im Tempel, rechts die Himmelfahrt Christi. Die beiden Altarbilder wurden 1959 gekauft. Das linke Altarbild zeigt Sebastian und Rochus, die an den Schwarzen Tod erinnern, der auch in Mosnang schrecklich wütete; 1565 überlebten nur 93 Einwohner die Pestepidemie. Auf dem Altarbild rechts ist der Tod des heiligen Josef dargestellt.
In den Nischen links im Chor stehen zwei Figuren von Apostelfürsten aus dem frühen 19. Jahrhundert. An der rechten Seitenwand des Chores hängt ein spätgotisches Kruzifix aus der Zeit um 1530 bis 1550. Als man 1945 und 1946 das Innere des Chors renovierte, entdeckte man mittelalterliche Wandmalereien. Die Bilder links und rechts des Hochaltars hat man so weit als möglich freigelegt.
Die Kanzel ist wie die Altäre aus Stuckmarmor. In einer ehemaligen Beichtstuhlnische unter der Kanzel steht eine barocke Muttergottesstatue. Die Kreuzwegstationen an der linken und rechten Seitenwand stammen von Josef Anton Mesmer. In einer Nische in der rechten Seitenwand stehen Figuren des heiligen Franziskus, des heiligen Wendelin und von Niklaus von Flüe.

## Orgel
Die Orgel befindet sich auf der Empore über dem Eingang. Sie wurde um 1950 oder etwas später von der Orgelbauwerkstatt Cäcilia in Luzern erbaut. Das Instrument hat 26 Register, verteilt auf 2 Manuale und Pedal. Im Jahr 1994 erfolgte eine Revision der Orgel durch die Erbauerin.

## Geläut
Das alte vermutlich dreiteilige Geläut hing bis zur barocken Turmerhöhung im Bereich der romanischen Schallfenster. 1839 erfolgte der Umguss zweier alter Glocken durch Carl Rosenlächer, Konstanz
Das heutige fünfteilige Geläut besteht aus:
| Glocke | Glocke        | Durchmesser | Ton | Verzierung                                                                                              | Inschrift (u. a.)                                       |
| ------ | ------------- | ----------- | --- | --- | ------------------------------------------------------- |
| 1      | Grosse Glocke | 167 cm      | B   | Am Hals Eichenlaubfries                                                                                 | Jahreszahl 1854/1904                                    |
| 2      | Glocke        | 136 cm      |     | Maskenhenkel, Blattfries, Feston mit Weinlaub, Flankenrelief Christi Himmelfahrt                        | In Constanz gegossen in 1839                            |
| 3      | Glocke        | ca. 94 cm   |     | Flankenreliefs: Maria, Georg mit Drachen und Theodul mit Glocke sowie Giessermarke Hans Füessli, Zürich | Anno mcccccxxv (1525)                                   |
| 4      | Marienglocke  | ca. 80 cm   |     | Eichenlaubkranz, Relief der Verkündigung Mariens                                                        | Giesserei H. Rütschi Aarau 1904                         |
| 5      | Kinderglocke  | 67 cm       |     | Lorbeerkranz, an der Flanke Schutzengel                                                                 | Von Carl Rosenlaecher in Constanz gegossen im Jahr 1839 |